# Социална дейност на човека
Социалната дейност на човека е неговата активност в обществото, която има предвид възможните действия и социалните взаимодействия с останалите индивиди. Според Макс Вебер, действието на човека е социално, когато той се съобразява с действията на останалите и предприема своето действие във връзка с тяхното поведение.